# بخش مینو
بخش مینو یکی از بخش‌های شهرستان خرمشهر استان خوزستان ایران است.

## تقسیمات کشوری
- بخش مینو
  - دهستان جزیره مینو

شهرها: مینوشهر

## جمعیت
براساس سرشماری عمومی نفوس و مسکن در سال ۱۳۹۵، جمعیت بخش مینو برابر با ۹،۱۵۴ نفر بوده‌است.